# Bandera de la Comunidad del Caribe

Bandera del CARICOM.

La bandera de la Comunidad del Caribe, CARICOM, fue aprobada el 4 de julio de 1984, durante el quinto encuentro de la Conferencia de Jefes de Gobierno de la Organización que tuvo lugar en Nassau, Bahamas. Esta bandera está compuesta por dos franjas horizontales del mismo tamaño, de color azul claro la superior y azul oscuro la inferior. En su centro figura un círculo amarillo, en el que figuran dos iniciales “C” de color negro, entrelazadas. El círculo amarillo está rodeado por una circunferencia o anillo de color verde.
- El color azul claro simboliza el cielo de la región.

- El color azul oscuro representa el Mar Caribe.

- El círculo amarillo simboliza el sol.

- La circunferencia o anillo verde representa la vegetación existente en los países que forman parte de esta Organización.

- Las dos letras “C” son las iniciales del nombre de la organización en español e inglés: “Comunidad del Caribe”, “Caribbean Community”.